# Ранде
Ранде (порт. Rande)  —  район (фрегезия) в Португалии,  входит в округ Порту. Является составной частью муниципалитета  Фелгейраш. По старому административному делению входил в провинцию Дору-Литорал. Входит в экономико-статистический  субрегион Тамега, который входит в Северный регион. Население составляет 962 человека на 2001 год. Занимает площадь 2,11 км².
Покровителем района считается Иаков Зеведеев (порт. S. Tiago Maior). 